# 月刊Newsがわかる
月刊Newsがわかる（げっかんニュースがわかる）は、毎日新聞出版が発行している月刊誌。

## 概要
1999年3月15日に毎日新聞社創刊。小中学生向けに時事問題を解説している。学校の教材としても一部採用されている他、大手進学塾でも購読が推奨されているなど、私立中学入試対策本の一つにもなっている。
2015年からは、毎日新聞社の出版事業を分社した毎日新聞出版の発行となっている。
月刊誌であるが、大手書店などには置いていないことが多く、毎日新聞の販売店を通じての購読が主な販路となっている。
どりむ社の作文に特化した小学生向け通信教育サービスである『ブンブンどりむ』の4年生コースから6年生コースの教材として採用されている。
2003年には、本誌記事から一般向けの解説記事を点字化した『Newsがわかる点字版』を創刊した。